# Accordi di Camp David
Da non confondere con Vertice di Camp David.

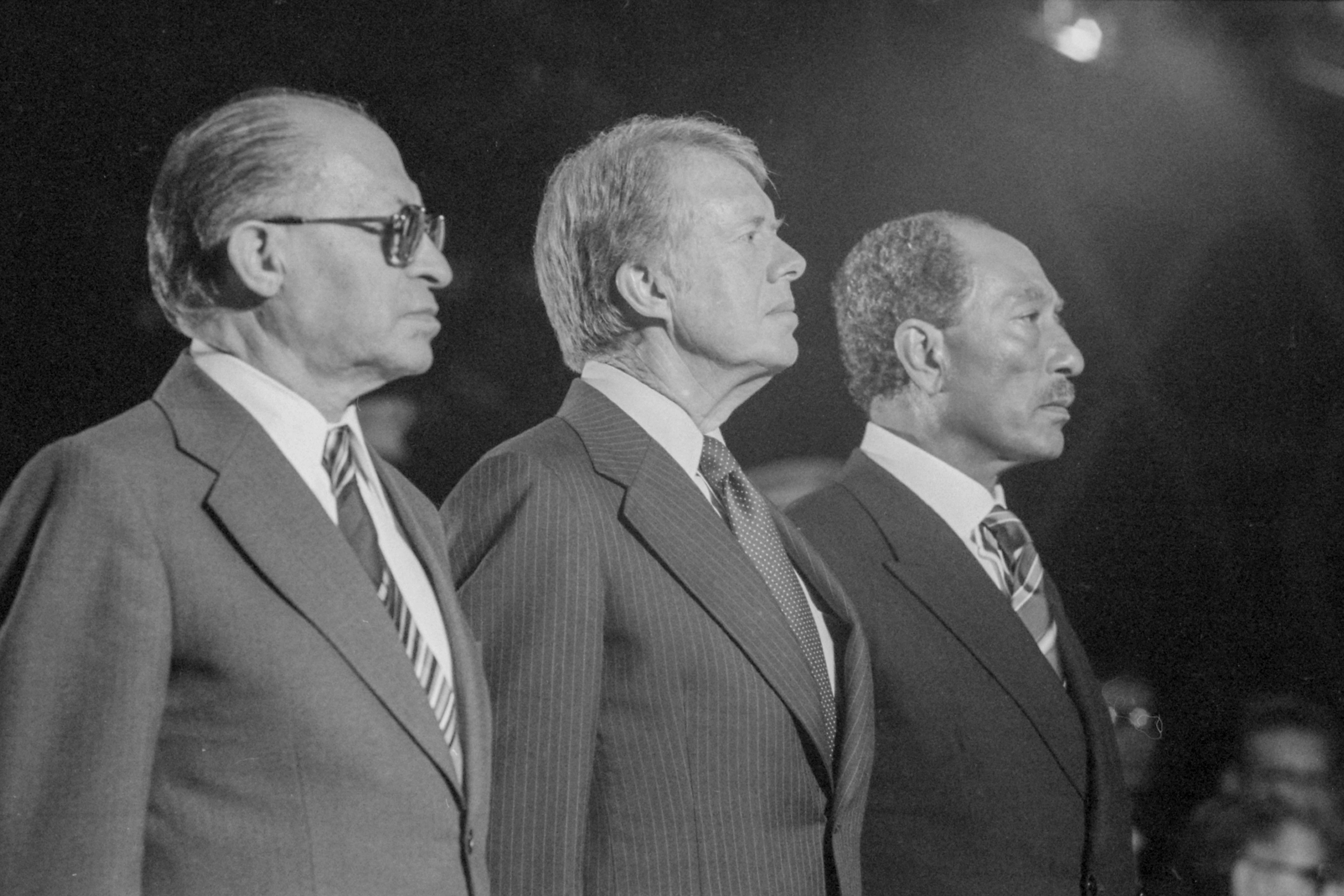
Menachem Begin, Jimmy Carter e Anwar al-Sadat.

Nell'ambito dei conflitti arabo-israeliani, gli accordi di Camp David sono stati accordi firmati dal presidente egiziano Anwar al-Sadat e dal primo ministro israeliano Menachem Begin il 17 settembre 1978, dopo dodici giorni di negoziati segreti a Camp David. I due accordi sono stati firmati alla Casa Bianca sotto l'auspicio del presidente degli Stati Uniti Jimmy Carter. Gli accordi hanno portato direttamente al trattato di pace israelo-egiziano del 1979.

## Gli accordi
Ci sono stati due accordi di Camp David nel 1978: Un quadro per Pace in Medio Oriente e Un quadro per la Conclusione di un Trattato di pace tra Egitto e Israele.
Il primo accordo aveva tre parti. La prima parte è stata un quadro per i negoziati di istituire una autonoma autorità auto-disciplinante in Cisgiordania e nella Striscia di Gaza, ed attuare pienamente la risoluzione 242 del Consiglio di Sicurezza ONU. È stato meno chiaro riguardo agli accordi relativi al Sinai, e più tardi è stato interpretato diversamente da Israele, Egitto, e gli Stati Uniti. Il destino di Gerusalemme, come avverrà in occasione degli accordi di Oslo del 1993, è stato deliberatamente escluso dal presente accordo.
La seconda parte affrontava le relazioni israelo-egiziane. La terza parte dei "Principi associati" dichiarava i principi che devono applicarsi alle relazioni tra Israele e tutti i suoi vicini arabi.
Il secondo accordo delineava una base per il trattato di pace che sei mesi più tardi, in particolare, avrebbe deciso il futuro della penisola del Sinai. Israele aveva accettato di ritirare le sue forze armate dal Sinai, evacuare i suoi 4 500 abitanti civili, ottenendo in cambio delle normali relazioni diplomatiche con l'Egitto, la garanzia della libertà di passaggio attraverso il canale di Suez e di altri corsi d'acqua nelle vicinanze (come gli stretti di Tiran), e una restrizione sulle forze che l'Egitto avrebbe posto sulla penisola del Sinai, in particolare al limite di 20–40 km da Israele. Israele ha, altresì, convenuto di limitare le proprie forze ad una piccola distanza (3 km) dal confine egiziano e di garantire il libero passaggio tra l'Egitto e la Giordania. Con il ritiro, Israele ha perso Abu-Rudeis, campi petroliferi nella parte occidentale del Sinai.
L'accordo ha portato anche gli Stati Uniti ad un impegno per diversi miliardi di dollari di sovvenzioni annuali per i governi di Israele ed Egitto; i contributi, che continuano tutt'oggi, sono indicati come un miscuglio di sovvenzioni e aiuti che impegnano gli Stati Uniti all'acquisto di vario materiale.
Dal 1979 (anno di accordo di pace) al 1997, l'Egitto ha ricevuto 1,3 miliardi di dollari l'anno, che hanno anche contribuito a modernizzare l'esercito egiziano. In confronto, Israele ha ricevuto 3 miliardi di dollari l'anno dal 1985 in sovvenzioni e aiuti militari.